# Charenton (Louisiane)
Pour les articles homonymes, voir Charenton.
Charenton est une localité de la paroisse de Sainte-Marie dans l'état de Louisiane aux États-Unis.
La population était de 1 903 habitants en 2010.

## Géographie
La localité de Charenton est traversée par le bayou Teche, à l'Est de la rivière Atchafalaya, à la limite du bassin d'Atchafalaya et au sud du parc d'État du lac Fausse Pointe (Lake Fausse Pointe State Park). La communauté de Charenton est située à une soixantaine de kilomètres au Sud-Est de Lafayette, à une cinquantaine de kilomètres au Sud de Saint-Martinville et à une quinzaine de kilomètres de Jeanerette.

## Histoire
À l'époque de la Louisiane française, un colon originaire de Paris, Alexandre Frère, aurait désigné les futurs colons voulant s'installer sur ce lieu perdu, des malades venant de l'asile de Charenton. Le nom est resté pour désigner cet endroit.
Au XIXe siècle, Charenton est devenu le lieu dans lequel les Amérindiens de la Nation des Chitimachas se sont regroupés après la terrible épidémie de fièvre jaune qui a décimé une grande partie de leur communauté vers 1855. Un recensement effectué en 1881 dénombré six familles seulement comprenant 55 membres.
En 1934, l'Indian Reorganization Act, met fin au processus de parcellisation des terres indiennes, et reconnaît aux tribus amérindiennes le droit à l'autonomie. Les Chitimachas s'organisent en créant une nouvelle organisation tribale. Ils ouvrent par la suite une école, un musée et enfin dans les années 1950, un casino qui leur rapportera assez d'argent pour racheter leurs terres confisquées et agrandir leur territoire.